# Pfarrer Braun: Heiliger Birnbaum
Heiliger Birnbaum ist ein deutscher Fernsehfilm von Wolfgang F. Henschel aus dem Jahr 2008. Es handelt sich um die vierzehnte Episode der ARD-Kriminalfilmreihe Pfarrer Braun mit Ottfried Fischer in der Titelrolle.

## Handlung
Damit Pfarrer Braun die bevorstehende Ernennung von Bischof Hemmelrath zum Kardinal nicht stören kann, versetzt ihn der Bischof in das tief protestantische Ribbeck im Havelland. Braun soll dort eine katholische Kirche aufbauen und deshalb der evangelischen Kirche das Gotteshaus abkaufen. In Ribbeck werden im Tourismuswahn Birnenstücke beim Abendmahl gereicht, da Theodor Fontanes Gedicht über den Birnbaum in Ribbeck spielt.
Der evangelische Pfarrer Lehmkuhl bricht kurz nach Brauns Ankunft während des Abendgottesdienstes tot zusammen, offenbar durch eine vergiftete Birne. Neben Pfarrer Lehmkuhls Mutter trauern auch sein Bruder Malte, seine schwangere Schwägerin Eva und sein Neffe Lukas um den beliebten Ribbecker Pfarrer. Kurz darauf verschwindet der Baumstumpf, der vom ursprünglichen Birnbaum aus Fontanes Gedicht übrig geblieben ist und in der Dorfkirche Ribbeck ausgestellt war. Der verdächtige Hotelier William Fontaine wollte den Baumstumpf als Attraktion für sein Hotel, aber auch der Apotheker Dr. Wendriner interessierte sich für den Baum, um ihn genetisch zu rekonstruieren. Geiger verdächtigt die Mutter des Pfarrers, die wenig später ebenfalls durch Gift stirbt. Pfarrer Braun ermittelt in einem Verbrechen mit tief protestantischem Hintergrund und findet schließlich heraus, dass Malte Lehmkuhl unfruchtbar war und in der Annahme, seine Frau habe ihn mit seinem Bruder betrogen, Thomas vergiftet hat. Seine Mutter, der er die Tat gestand, nahm sich daraufhin das Leben. Als Eva ihm eröffnet, dass sie aus Liebe zu Malte seinen Kinderwunsch erfüllen wollte, wollen sich beide mit einer vergifteten Birne umbringen. Das Gift war jedoch von Pfarrer Braun durch eine harmlose Flüssigkeit ersetzt worden, so dass Geiger Malte Lehmkuhl verhaften kann.

## Hintergrund
Für Heiliger Birnbaum wurde an Schauplätzen im Havelland im Dorf Ribbeck gedreht. Die Erstausstrahlung fand Donnerstag, den 10. April 2008 auf Das Erste und im ORF 2 statt.

Dienstorte im Havelland
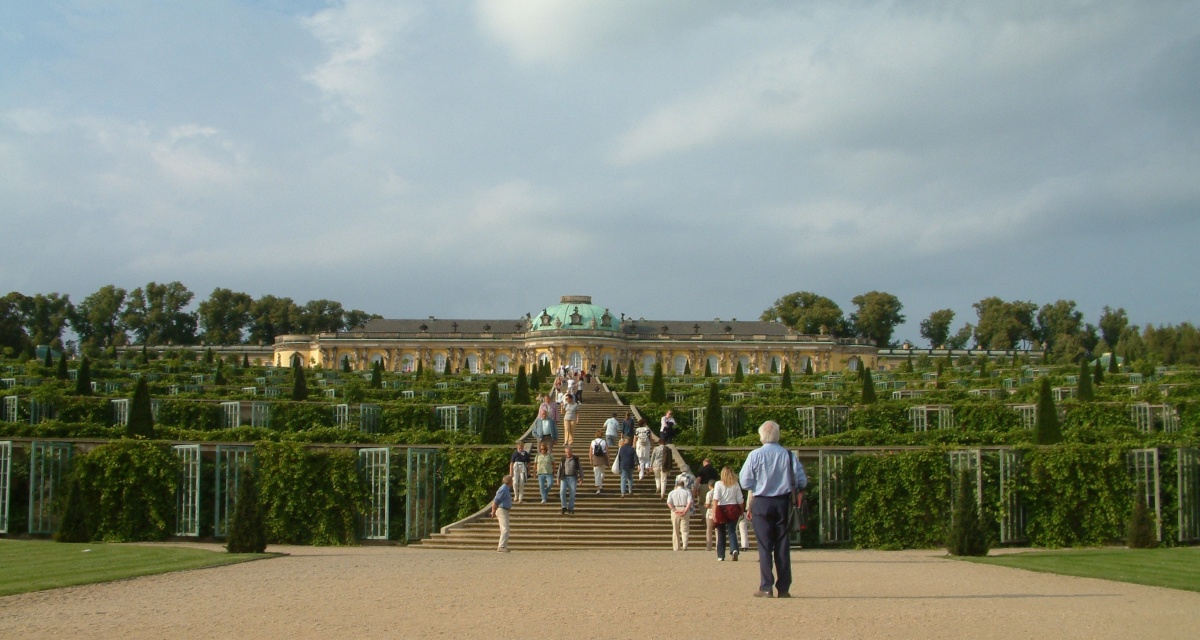
2008 ermittelt Braun in Potsdam
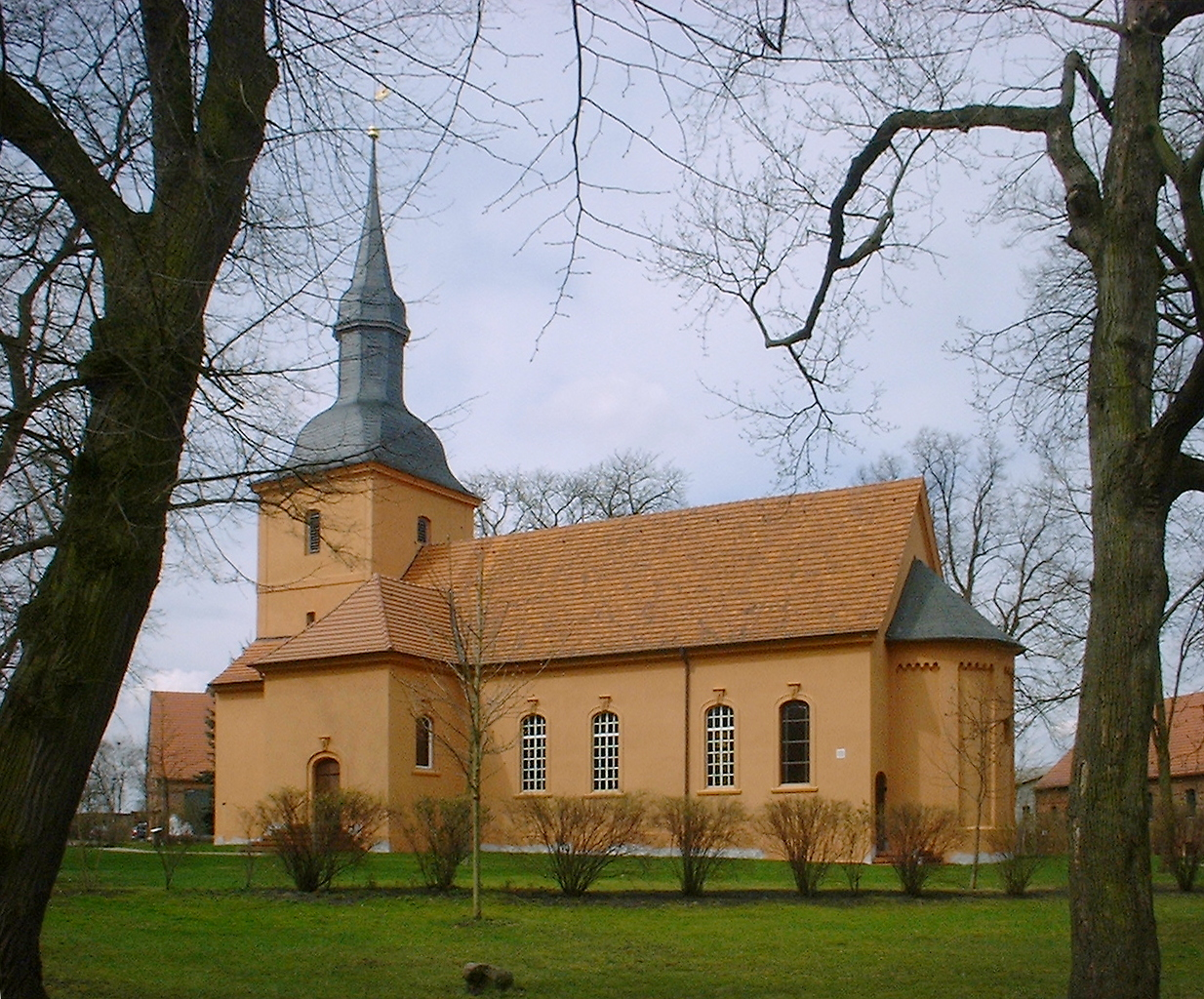
… und im Havelland, im Dorf Ribbeck

## Kritik
Die Kritiker der Fernsehzeitschrift TV Spielfilm gaben dem Film die bestmögliche Wertung, sie zeigten mit dem Daumen nach oben. Sie konstatierten: „Heiliger Bimbam: ein ‚Braun‘-Krimi mit Witz!“

## Belege
1. ↑   Freigabebescheinigung für Pfarrer Braun: Heiliger Birnbaum. Freiwillige Selbstkontrolle der Filmwirtschaft, Juli 2009 (PDF; Prüfnummer: 118 900 V).
2. ↑  Pfarrer Braun: Heiliger Birnbaum. In: TV Spielfilm. Abgerufen am 3. Januar 2022.